# Penne
Penne é uma comuna italiana da região dos Abruzos, província de Pescara, com cerca de 12.486 habitantes. Estende-se por uma área de 90 km², tendo uma densidade populacional de 139 hab/km². Faz fronteira com Arsita (TE), Bisenti (TE), Castiglione Messer Raimondo (TE), Castilenti (TE), Civitella Casanova, Elice, Farindola, Loreto Aprutino, Montebello di Bertona, Picciano.

## Demografia
| Variação demográfica do município entre 1861 e 2011                               |
|                                                                                   |
| Fonte: Istituto Nazionale di Statistica (ISTAT) - Elaboração gráfica da Wikipedia |

Pertence à rede das Cidades Cittaslow.